# Nguyệt Đình
Nguyễn Phúc Vĩnh Trinh (chữ Hán: 阮福永禎; 21 tháng 6 năm 1824 - 18 tháng 4 năm 1892), biểu tự Trọng Khanh (仲卿), hiệu Nguyệt Đình (月亭), là một công chúa nhà Nguyễn, người chị cả trong ba cô em gái của Tùng Thiện Vương Miên Thẩm, một thi sĩ rất nổi tiếng trong văn đàn không chỉ thời Nguyễn mà còn trong toàn bộ lịch sử Việt Nam.
Bà cùng hai cô em là Mai Am và Huệ Phố được gọi chung là Nguyễn triều Tam Khanh (阮朝三卿).

## Tiểu sử
Nguyễn Phúc Vĩnh Trinh sinh ngày 25 tháng 5 năm Giáp Thân (tức ngày 21 tháng 6 năm 1824), là con gái thứ 18 của Minh Mạng, mẹ là Thục tần Nguyễn Thị Bửu (阮氏宝). Năm 1849, bà cùng hai em là Mai Am và Huệ Phố theo mẹ ra ở Tiêu Viên trong phủ của anh trai là Tùng Thiện vương Miên Thẩm. Vốn thông minh, ham đọc sách, lại được anh trai là Tùng Thiện vương chỉ bảo nên bà sớm làu thông kinh truyện.
Năm 1850, bà kết hôn với Phạm Đăng Thuật, con trai thứ 18 của đại thần Đức quốc công Phạm Đăng Hưng và là em trai của Nghi Thiên Chương hoàng hậu. Hai vợ chồng sống hạnh phúc, xướng họa tương đắc. Bà tuy lấy chồng người họ quý thích, mà khiêm tốn giữ gìn, không ưa xa xỉ, duy chỉ thích sách vở mà thôi. Hai vợ chồng chỉ sinh được một gái tên Uyển La (1857 - 1861) nhưng mất sớm.
Năm 1861, phò mã Phạm Đăng Thuật vâng mệnh vào Nam Kỳ xem xét rồi chết việc nước. Tự Đức rất thương tiếc, truy tặng hàm Quang Lộc tự khanh. Kể từ đó, bà thủ tiết, nuôi cháu là Phạm Đăng Tiến (con của Phạm Đăng Thiệu) làm thừa tự, nhưng rồi thấy Tiến vô hạnh, bà từ bỏ, dựng từ đường riêng ở trước mộ chồng.
Năm Tự Đức thứ 20 (1876), bà được sách phong làm Quy Đức Công chúa (歸德公主). Năm 1875, bà tâu xin được giao cho xã sở tại (Dương Xuân), chọn người coi giữ việc thờ cúng nơi từ đường.
Ngày 22 tháng 3 năm Nhâm Thìn (tức 18 tháng 4 năm 1892) triều Thành Thái, công chúa qua đời, hưởng thọ 68 tuổi, được táng chung một chỗ với chồng, vua cho thụy là Cung Thục (恭淑) hoặc Mỹ Thục (美淑)  Lăng tẩm của công chúa Quy Đức và phò mã Thuật hiện tọa lạc trên đường Lê Ngô Cát, phường Thủy Xuân, Huế; bên trong khuôn viên lăng có một ngôi mộ nhỏ của Uyển La, con gái của hai người.

## Tác phẩm
Công chúa Vĩnh Trinh có để lại Nguyệt Đình thi thảo (月亭詩草), được Tuy Lý Vương Miên Trinh đề tựa khen ngợi (dịch):
Xưa, phần nước Vệ ở Biến phong trong kinh Thi, bài Tái Trì là thơ của phu nhân Hứa Mục công, bài Hà Quảng là thơ của phu nhân Tống Hoàn công, thảy thảy phát ra từ tình cảm mà dừng lại ở lễ nghĩa, cho nên quốc sử khen ngợi và học giả tôn sùng.
Nay việc làm của em, nhất nhất đều ngay chính. Như thế dù không có thơ cũng đã đủ để lưu truyền rồi, huống chi còn có thơ nữa, thì những người thu thập về sau mà ta biết thế nào cũng có, ắt chẳng đáng chép đi in lại vài lần sao!
Tập thơ chưa được in ấn và hiện nay đã bị thất lạc.